# Peter de Kock
Peter A.M.G. de Kock (Maastricht, 1967) is een Nederlandse wetenschapper, entrepreneur, cameraman en regisseur. De Kock studeerde aan de Filmacademie in Amsterdam en werkte als regisseur en cameraman voor films en documentaires. Met De handen van Che Guevara won De Kock verschillende internationale prijzen.

## De handen van Che Guevara
De handen van Che Guevara is een film over de afgehakte en spoorloos verdwenen handen van de Latijns-Amerikaanse guerrillastrijder Ernesto Che Guevara.
"De waarheid ligt verscholen in de verschillende interpretaties waaruit ze is opgebouwd." (Citaat toegeschreven aan Che Guevara.)
De documentaire is een zoektocht naar de handen van de Latijns-Amerikaanse guerrillastrijder Che Guevara, die kort na zijn executie in 1967 van zijn lichaam werden afgehakt. In 1997 werd het lichaam van Che Guevara ontdekt onder een landingsbaan in Bolivia. Met deze vondst leek het laatste mysterie over zijn leven en dood te zijn opgelost. Totdat bleek dat aan zijn lichaam de handen ontbraken.
Guevara's handen werden, na scheiding van het lichaam, in een pot met formaldehyde gestopt alvorens ze spoorloos verdwenen. De handen werden vervolgens gesmokkeld, verborgen, opgegraven en weer gestolen voordat ze aan hun clandestiene reis rond de wereld begonnen.

## Wetenschappelijk promotieonderzoek
In 2014 promoveerde De Kock aan de Tilburg University met zijn proefschrift "Anticipating Criminal Behaviour". Het proefschrift beschrijft het ontwerp van een scenariomodel (gebaseerd op filmscenario's) waarmee opsporingsinstanties, op basis van crimineel gedrag uit het verleden, adequaat kunnen anticiperen op crimineel gedrag in de toekomst. Het model wordt vaak aangehaald in het kader van de mogelijkheid tot het "voorspellen van toekomstig terroristisch gedrag". De Kock publiceerde wetenschappelijke artikelen over narratieve identiteit en het de rol daarvan in het begrijpen en voorspellen van crimineel gedrag.

## Entrepreneur
In 2017 startte De Kock Pandora Intelligence, een bedrijf dat beslissing-ondersteunende software ontwikkelt. Pandora Intelligence is gespecialiseerd  in -op kunstmatige intelligentie gebaseerde- oplossingen voor het analyseren en voorspellen van complexe situaties. Het bedrijf combineert big data, geavanceerde AI-algoritmes en een eigen ontwikkelde "narratieve ontologie" om patronen te herkennen en scenario’s te modelleren. Pandora Intelligence is gebaseerd op het proefschrift van De Kock en combineert storytelling met data-analyse om besluitvorming in risicovolle contexten te ondersteunen. Het bedrijf heeft  toepassingen in onder andere veiligheid, defensie, en humanitaire operaties, werkt samen met overheidsinstanties, NGO’s en private organisaties wereldwijd. Het hoofdkantoor van Pandora Intelligence is gevestigd in Utrecht.

## Bureau Dupin
In 2020 richtte De Kock Bureau Dupin op, een innovatief onderzoeksbureau dat zich richt op het oplossen van cold cases. Bureau Dupin is het grootste cold case onderzoeksteam ter wereld; het combineert traditionele recherchetechnieken met nieuwe methoden, zoals geavanceerde data-analyse en crowdsourcing, en werkt nauw samen met de politie en het Openbaar Ministerie. Deze samenwerking stelt Bureau Dupin in staat om vastgelopen zaken vanuit frisse perspectieven te benaderen en nieuwe aanknopingspunten te vinden. Bureau Dupin is uniek in zijn aanpak, omdat het iedereen uitnodigt om mee te werken aan het oplossen van cold cases. Van experts tot geïnteresseerde burgers, iedereen kan een waardevolle bijdrage leveren aan het onderzoek. Deze vernieuwende werkwijze heeft veel media-aandacht gegenereerd, waaronder een vierdelige documentaireserie die  wordt uitgebracht door Videoland.
Een van de bekendste onderzoeken van Bureau Dupin betreft de onopgeloste dood van Marja Nijholt, die in 2005 onder mysterieuze omstandigheden om het leven kwam. Over dit onderzoek wordt een podcast serie gepubliceerd onder de naam "De Nieuwjaarsmoord" Het onderzoek naar de dood van Nijholt heeft internationale aandacht getrokken en nieuwe inzichten opgeleverd dankzij de betrokkenheid van zowel professionals als vrijwilligers.
Met een inclusieve filosofie speelt Bureau Dupin een pioniersrol in het opnieuw openen van onopgeloste zaken en het bieden van perspectief aan nabestaanden.

## Optredens en publicaties
Sinds de publicatie van zijn proefschrift treedt De Kock regelmatig op in radio en televisieprogramma's, en geeft hij lezingen en workshops op het gebied van toekomstvoorspellingen. In 2014 presenteerde de Kock een TED talk getiteld "The anatomy of a narrative, and how to predict terrorist behaviour". Sinds 2024 is De Kock aangesloten bij Speakers Academy waar hij lezingen geeft over Technologie en Innovatie, Artificial Intelligence, (Organisatie)Verandering, Diversiteit en Inclusie. 

## Filmografie

### Cinematografie (selectie)
- John Callahan, Touch me someplace I can feel (1990)
- Loenatik (1997)
- Stephan Lorant, man in pictures[19] (1997)
- Kinky Friedman, Proud to be an asshole from el Paso (2001)
- Planet Kamagurka (2004)

### Regie
- De handen van Che Guevara (2006)